# Kölner Haie
I Kölner Haie sono una squadra di hockey su ghiaccio con sede a Colonia, Germania, che milita nella DEL, di cui è uno dei membri fondatori. I colori sociali sono il rosso e il bianco.

La squadra gioca le partite casalinghe della DEL e della DEB-Pokal alla Kölnarena (sede anche delle partite della nazionale tedesca), che aprì nel 1998 a Colonia-Deutz. Capace di 18.500 spettatori, la Kölnarena è uno dei palazzetti dello sport multi-uso più grandi d'Europa e i Kölner Haie sono a livello europeo la seconda squadra di hockey su ghiaccio più seguita dopo gli svizzeri del SC Bern. Precedentemente l'impianto era l'Eisstadion.

Una forte rivalità esiste tra i Kölner Haie e la DEG Metro Stars della vicina Düsseldorf: le gare tra queste due squadre attraggono folle da tutto esaurito.

## Squadre campioni

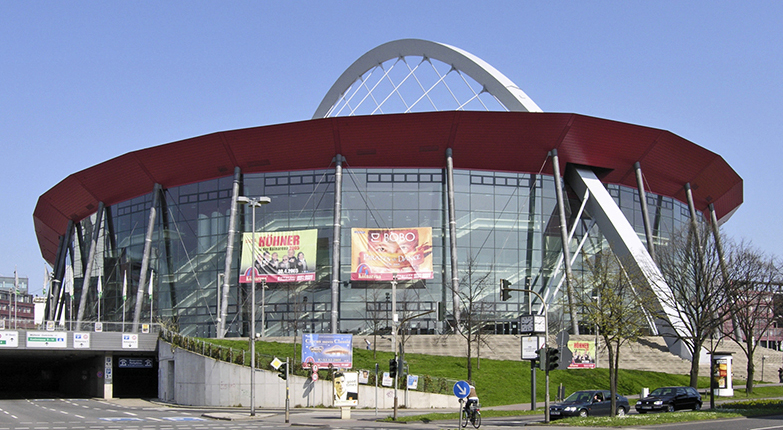
La Lanxess Arena.

- 1976/77: Erich Kühnhackl, Craig Sarner, Marcus Kuhl, Detlef Langemann, Henryk Jaworowski, Peter Schiller, Udo Kießling, Franz Hofherr, Kjell-Rune Milton, Carl-Gustaf Richter, Hans Rothkirch, Matthias Maurer, Wim Hospelt, Michael Muus, Harald Krüll, Dieter Langemann, Youkko Oestyllae, Bernd Beyerbach, Axel Richter, Wolf Herbst
- 1978/79: Erich Kühnhackl, Hardy Nilsson, Marcus Kuhl, Dick Decloe, Udo Kießling, Harald Krüll, Walter Stadler, Franz Hofherr, Henryk Jaworowski, Peter Schiller, D. Langemann, Vic Stanfield, Hans Rothkirch, Georg Kink, Miroslav Sikora, Christian Nikola, Siegfried Hardt, Claus Verleih, Rainer Makkatsch
- 1983/84: Gerd Truntschka, Miroslav Sikora, Holger Meitinger, Marcus Kuhl, Ulli Hiemer, Peter Schiller, Toni Forster, Udo Kießling, Rainer Phillip, Drew Callander, Rob Tudor, Christoph Augsten, Peter Gailer, Werner Kühn, Uwe Krupp, Guido Lenzen, Jörg Parschill, Rene Ledock, Richard Trojan, Jörg Lautwein, Georg Giovannakis, Helmut de Raaf, Peter Zankl
- 1985/86: Miroslav Sikora, Gerd Truntschka, Helmut Steiger, Doug Berry, Peter Schiller, Udo Kießling, Boguslav Maj, Brian Young, Uwe Krupp, Christoph Augsten, Steve McNeil, Gordon Blumenschein, Holger Meitinger, Werner Kühn, Justyn Denisiuk, Rene Ledock, Marc Otten, Bodo Kummer, Richard Trojan, Helmut de Raaf, Alexander Lange, Thomas Bornträger
- 1986/87: Miroslav Sikora, Gerd Truntschka, Helmut Steiger, Doug Berry, Holger Meitinger, Udo Kießling, Boguslav Maj, Udo Schmid, Dieter Hegen, Christoph Augsten, Tom Thornbury, Brian Young, Andreas Pokorny, Werner Kühn, Rene Ledock, Thomas Gröger, Justyn Denisiuk, Marc Otten, Helmut de Raaf, Alexander Lange, Thomas Bornträger
- 1987/88: Miroslav Sikora, Gerd Truntschka, Helmut Steiger, Doug Berry, Holger Meitinger, Udo Kießling, Roger Nicholas, Udo Schmid, Dieter Hegen, Robert Sterflinger, Tom Thornbury, Thomas Brandl, Andreas Pokorny, Werner Kühn, Peter Romberg, Thomas Gröger, Ernst Köpf, Helmut de Raaf, Marcus Beeck, Jörg Jung, Dirk Voss
- 1994/95: Sergei Berezin, Peter Draisaitl, Luciano Borsato, Thomas Brandl, Jörg Mayr, Leo Stefan, Andreas Lupzig, Jayson Meyer, Herbert Hohenberger, Michael Rumrich, Mirko Lüdemann, Tobias Abstreiter, Ralf Reisinger, Stefan Mann, Rainer Zerwesz, Andreas Pokorny, Franz Demmel, Patrick Carnbäck, Karsten Mende, Alexander Genze, Martin Ondrejka, Nikolai Borschevsky, Christian von Trzcinski, Josef Heiß, Olaf Grundmann
- 2001/02: Markus Jocher, Petri Liimatainen, Toni Porkka, Andreas Renz, Brad Schlegel, John Stewart Miner, Jörg Mayr, Mirko Lüdemann, Alex Hicks, Collin Danielsmeier, Eric Bertrand, Thomas Schinko, Björn Barta, Benjamin Hinterstocker, Alexander Kuzminski, Christoph Ullmann, Vitali Stähle, Niklas Sundblad, Tino Boos, Dave McLlwain, Andre Faust, Jason Young, Dwayne Norris, Corey Millen, Chris Rogles, Dimitri Pätzold, Michael Hirt

## Rosa attuale (2007/2008)
| No. | Nome               | Posizione            | Nazionalità           | Data di nascita  | Luogo di nascita      | Contratto |
| --- | ------------------ | -------------------- | --------------------- | ---------------- | --------------------- | --------- |
| 36  | Stefan Horneber    | Portiere             | /                     | 6 gennaio 1986   | Norimberga            | 2008      |
| 80  | Robert Müller      | Portiere             | Germania (bandiera)   | 25 giugno 1980   | Rosenheim             | 2010      |
| 12  | Mirko Lüdemann     | Difensore            | Germania (bandiera)   | 15 dicembre 1973 | Weißwasser            | 2011      |
| 22  | Stéphane Julien    | Difensore            | Canada (bandiera)     | 7 aprile 1974    | Shawinigan, PQ        | 2008      |
| 23  | Mats Trygg         | Difensore            | Norvegia              | 1º giugno 1976   | Oslo                  | 2008      |
| 26  | Sören Sturm        | Difensore            | Germania (bandiera)   | 15 dicembre 1989 | Colonia               | 2008      |
| 32  | John Slaney        | Difensore            | Canada (bandiera)     | 7 febbraio 1972  | St. John's, NFLD      | 2008      |
| 35  | Andreas Renz       | Difensore            | Germania (bandiera)   | 12 giugno 1977   | Schwenningen          | 2010      |
| 81  | Torsten Ankert     | Difensore            | Germania (bandiera)   | 22 giugno 1988   | Essen                 | 2008      |
| 91  | Moritz Müller      | Difensore/Attaccante | Germania (bandiera)   | 19 novembre 1986 | Francoforte sul Meno  | 2010      |
| 9   | Marcel Müller      | Attaccante           | Germania (bandiera)   | 10 luglio 1988   | Berlino               | 2009      |
| 10  | Alexej Dmitriev    | Attaccante           | Germania (bandiera)   | 24 dicembre 1984 | Minsk                 | 2009      |
| 14  | Daniel Rudslätt    | Attaccante           | Svezia (bandiera)     | 8 settembre 1974 | Huddinge              | 2009      |
| 15  | Todd Warriner      | Attaccante           | Canada (bandiera)     | 3 gennaio 1974   | Blenheim, ON          | 2008      |
| 17  | Sebastian Furchner | Attaccante           | Germania (bandiera)   | 3 maggio 1982    | Kaufbeuren            | 2008      |
| 18  | Kai Hospelt        | Attaccante           | Germania (bandiera)   | 23 agosto 1985   | Colonia               | 2008      |
| 19  | Bryan Adams        | Attaccante           | Canada (bandiera)     | 20 marzo 1977    | Fort St. James, BC    | 2009      |
| 20  | Alexander Oblinger | Attaccante           | Germania (bandiera)   | 17 gennaio 1989  | Augusta               | 2009      |
| 21  | Mats Schöbel       | Attaccante           | Germania (bandiera)   | 5 aprile 1986    | Düsseldorf            | 2008      |
| 27  | Ivan Ciernik       | Attaccante           | Slovacchia (bandiera) | 30 ottobre 1977  | Levice, Slovacchia    | 2011      |
| 37  | Kamil Piroš        | Attaccante           | Rep. Ceca (bandiera)  | 20 novembre 1978 | Most, Repubblica Ceca | 2009      |
| 71  | Dave McLlwain      | Attaccante           | Canada (bandiera)     | 9 giugno 1967    | Seaforth, ON          | 2008      |
| 87  | Philipp Gogulla    | Attaccante           | Germania (bandiera)   | 31 luglio 1987   | Düsseldorf            | 2009      |
| 90  | Jerome Flaake      | Attaccante           | Germania (bandiera)   | 2 marzo 1990     | Guben                 | 2010      |
| --  | Marc Wittfoth      | Attaccante           | Germania (bandiera)   | 10 aprile 1989   | Colonia               |           |
| --  | Philipp Büermann   | Attaccante           | Germania (bandiera)   | 17 marzo 1989    | Bergisch Gladbach     |           |
|     | Doug Mason         | Allenatore           | Canada (bandiera)     | 20 agosto 1955   | Sudbury, ON           | 2009      |
|     | Clayton Beddoes    | Vice Allenatore      | Canada (bandiera)     | 10 novembre 1970 | Bentley, Alberta      | 2008      |
|     | Rupert Meister     | Allenatore portieri  | Germania (bandiera)   | 11 marzo 1965    | Landshut              | 2010      |

## Statistiche
| Stagione  | Campionato                                                                                                   | Regular season | Play-ff          | Posizione finale         |
| --------- | --- | -------------- | ---------------- | ------------------------ |
| 1972/73   | Oberliga | 1. posto       |                  | promozione in Bundesliga |
| 1973/74   | Bundesliga                                                                                                   | 8. posto       |                  | 8. posto                 |
| 1974/75   | Bundesliga                                                                                                   | 7. posto       |                  | 7. posto                 |
| 1975/76   | Bundesliga                                                                                                   | 6. posto       |                  | 6. posto                 |
| 1976/77   | Bundesliga                                                                                                   | 1. posto       |                  | Vincitore                |
| 1977/78   | Bundesliga                                                                                                   | 3. posto       |                  | 3. posto                 |
| 1978/79   | Bundesliga                                                                                                   | 1. posto       |                  | Vincitore                |
| 1979/80   | Bundesliga                                                                                                   | 6. posto       |                  | 6. posto                 |
| 1980/81   | Bundesliga                                                                                                   | 9. posto       |                  | 9. posto                 |
|           | (Invenzione dei play-off), i Kölner Haie perdono 20 punti a causa per problemi al contrratto di un giocatore |                |                  |                          |
| 1981/82   | Bundesliga                                                                                                   | 2. posto       | Semifinale       | 3. posto                 |
| 1982/83   | Bundesliga                                                                                                   | 4. posto       | Semifinale       | 4. posto                 |
| 1983/84   | Bundesliga                                                                                                   | 2. posto       | Finale           | Vincitore                |
| 1984/85   | Bundesliga                                                                                                   | 2. posto       | Semifinale       | 3. posto                 |
| 1985/86   | Bundesliga                                                                                                   | 1. posto       | Finale           | Vincitore                |
| 1986/87   | Bundesliga                                                                                                   | 2. posto       | Finale           | Vincitore                |
| 1987/88   | Bundesliga                                                                                                   | 2. posto       | Finale           | Vincitore                |
| 1988/89   | Bundesliga                                                                                                   | 1. posto       | Semifinale       | 3. posto                 |
| 1989/90   | Bundesliga                                                                                                   | 2. posto       | Semifinale       | 3. posto                 |
| 1990/91   | Bundesliga                                                                                                   | 1. posto       | Finale           | Secondo classificato     |
| 1991/92   | Bundesliga                                                                                                   | 3. posto       | Quarti di finale | 5. posto                 |
| 1992/93   | Bundesliga                                                                                                   | 2. posto       | Finale           | Secondo classificato     |
| 1993/94   | Bundesliga                                                                                                   | 5. posto       | Semifinale       | 4. posto                 |
| 1994/95   | DEL | 6. posto       | Finale           | Vincitore                |
| 1995/96   | DEL | 1. posto       | Finale           | Secondo classificato     |
| 1996/97   | DEL | 2. posto       | Quarti di finale | 5. posto                 |
| 1997/98   | DEL | 3. posto       | Quarti di finale | 6. posto                 |
| 1998/99   | DEL | 5. posto       | Quarti di finale | 5. posto                 |
| 1999/2000 | DEL | 1. posto       | Finale           | Secondo classificato     |
| 2000/01   | DEL | 2. posto       | Quarti di finale | 5. posto                 |
| 2001/02   | DEL | 6. posto       | Finale           | Vincitore                |
| 2002/03   | DEL | 2. posto       | Finale           | Secondo classificato     |
| 2003/04   | DEL | 4. posto       | Quarti di finale | 6. posto                 |
| 2004/05   | DEL | 4. posto       | Quarti di finale | 6. posto                 |
| 2005/06   | DEL | 5. posto       | Semifinale       | 3. posto                 |
| 2006/07   | DEL | 5. posto       | Semifinale       | 4. posto                 |

## Record della squadra

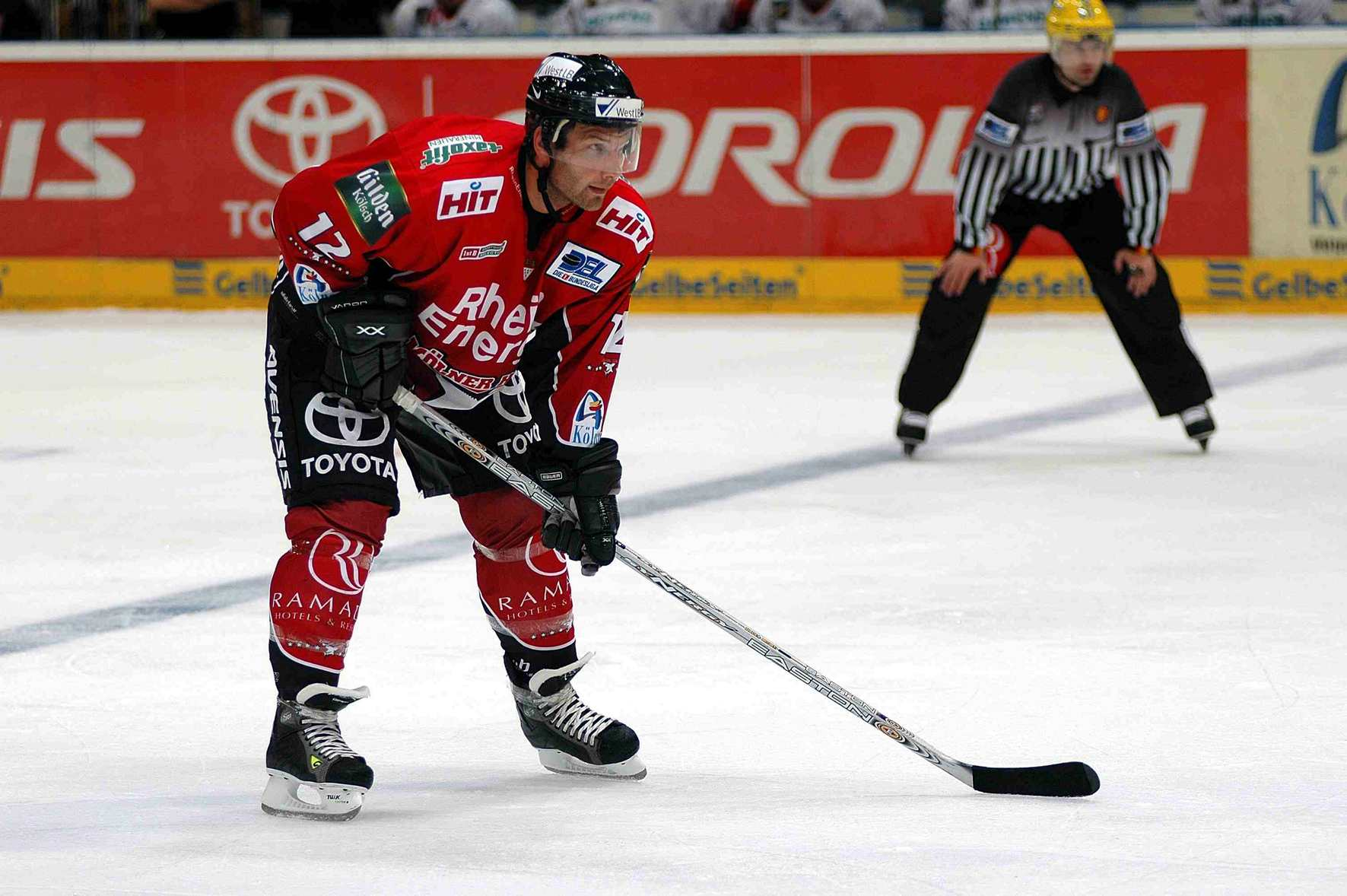
Mirko Lüdemann.

Gare in carriera
- Mirko Lüdemann (745 Gare)
- Josef Heiß (690 Gare)
- Miroslav Sikora (644 Gare)

Goal in carriera
- Miroslav Sikora (442 Goal)
- Gerd Truntschka (270 Goal)
- Marcus Kuhl (250 Goal)

Punti in carriera
- Miroslav Sikora (838 Punti)
- Gerd Truntschka (825 Punti)
- Helmut Steiger (500 Punti)

Minuti di penalità in carriera
- Andreas Lupzig (811 Minuti)
- Udo Kießling (791 Minuti)
- Peter Schiller (789 Minuti)